# مارجری وودورث
مارجری وودورث (انگلیسی: Marjorie Woodworth؛ ‏ ۵ ژوئن ۱۹۱۹ – ۲۳ اوت ۲۰۰۰) بازیگر اهل ایالات متحده آمریکا بود. وی بین سال‌های ۱۹۳۸ تا ۱۹۵۴ میلادی فعالیت می‌کرد.
از فیلم‌هایی که وی در آن‌ها نقش داشته‌است، می‌توان به آبشار نیاگارا و بجنبید سربازها! اشاره نمود.